# Caffè Roma (esercizio commerciale)
Il Caffè Roma era un locale storico italiano situato a Modica, che è divenuto nel 1992 l’Antica Dolceria Bonajuto.

## Storia e descrizione

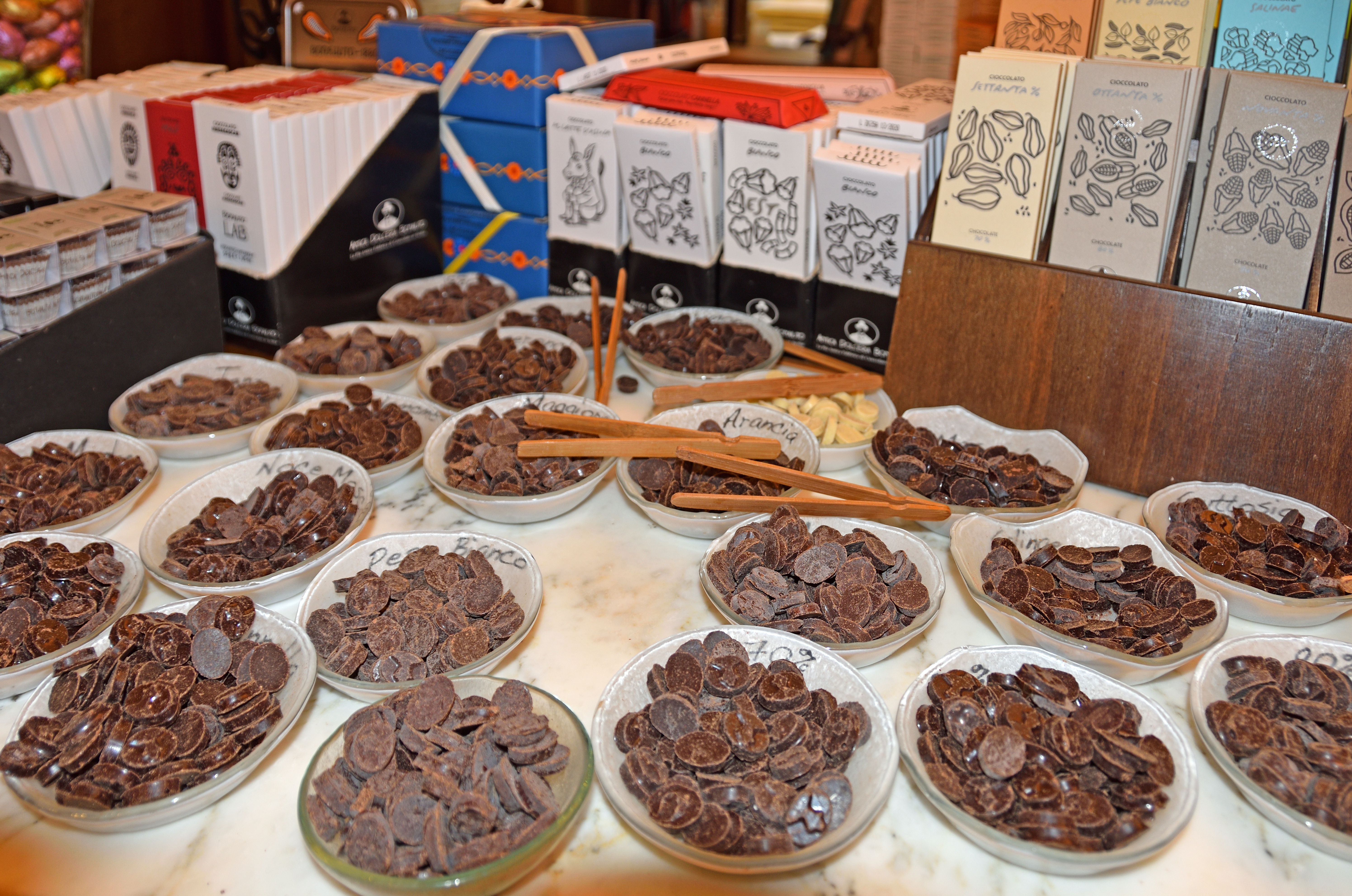
Cioccolato dell'Antica Dolceria Bonajuto

Nel 1776, si stabilì a Modica il notaio Vincenzo Bonajuto, dopo aver sposato una donna modicana, Rosalia Aprile. Figlio dell’architetto Natale Bonajuto, Vincenzo nacque a Siracusa. Fu procuratore della Contea di Modica e ricoprì diversi incarichi amministrativi a Palermo, dove morì nel 1801, lasciando la moglie e dieci figli. 
La prima iscrizione ufficiale come fabbrica di cioccolato risale al 1880 mentre l’attività dei Bonajuto (o Bonaiuto, come riportato in vari documenti) nacque molti anni prima (intorno al 1820), quando uno dei figli di Vincenzo, Francesco Ignazio Bonajuto (1798-1854), aprì un negozio di dolci nonché sorbetteria-gelateria. La prima sede era in via Collegio (poi via Garibaldi) e fu successivamente trasferita al pianterreno di Palazzo Linguanti, dove rimase fino al 1913. Il successo ottenuto con il commercio di neve per granite consentì a Francesco Ignazio di estendere l'attività alla produzione di cioccolato e alla salagione di agrumi. Federico, figlio di Francesco Ignazio, si attivò soprattutto come cioccolatiere e gelatiere, abbandonando la vendita della neve. Con l'aiuto del figlio Francesco (che prese il nome del nonno) intraprese inoltre l'attività di preparazione e vendita del caffè. Fu proprio Francesco che iscrisse la propria ditta alla Camera di commercio e registrò il marchio Caffè Roma. Nel 1880, quando non aveva ancora compiuto vent'anni, diede vita alla ditta Francesco Bonajuto, titolare del Caffè Roma, iscritta nel Registro camerale delle imprese con il numero 3360. Il negozio oltre alla mescita di caffè e alla somministrazione di liquori, era anche dolceria, sorbetteria, e fabbrica di cioccolato, come si legge in un documento del 1898.
Nel 1911, in occasione dell’Esposizione internazionale agricola e industriale, il Caffè Roma fu premiato con la medaglia d’oro grazie al suo cioccolato artigianale.
Col successo dell'attività Francesco (1861-1932) nei primi anni del Novecento acquistò varie case e terreni. Nel 1915 decise di abbandonare il locale di corso Umberto I, sito al civico 122, per trasferirsi qualche decina di metri più avanti, dal lato opposto della strada. Comprò così l’immobile tra vico San Benedetto e corso Umberto I.
Sotto la sua gestione, il locale divenne un ritrovo di socialisti. Francesco Bonajuto intraprese l’avventura politica con il Partito socialista, venendo anche eletto nel Consiglio provinciale.
Francesco, che non aveva figli, si dedicò alla formazione di giovani apprendisti e morì nel 1932, dopo aver adottato Rosa Roccaro, orfana di guerra vissuta in casa Bonajuto. La Roccaro, unica erede della famiglia, sposò Carmelo Ruta, uno degli apprendisti del laboratorio. Ruta condusse la dolceria-caffetteria fino agli anni Novanta, quando al suo decesso gli subentrò il figlio Franco, che dopo una ristrutturazione del locale riaprì i battenti nel settembre 1992. Da allora finì l'attività di bar e caffetteria dello storico ed elegante Caffè Roma. L'impresa, rinominata quindi Antica Dolceria Bonajuto, continuò a produrre esclusivamente cioccolato e dolci tipici, divenendo un punto vendita d'asporto, senza servizio da sala.
Franco Ruta, allora proprietario della cioccolateria, ha portato alla ribalta il cioccolato di Modica anche grazie ad apparizioni mediatiche, tra cui quella al Maurizio Costanzo Show nel 1999.
Nel corso degli anni il Caffè Roma divenne il punto di ritrovo della migliore società, luogo di mondanità, frequentato da illustri personaggi, tra cui: Leonardo Sciascia, Gesualdo Bufalino, Salvatore Quasimodo e Giuseppe Barone.

## Voci Correlate
- Cacao
- Cioccolato
- Cucina siciliana